# Ateneo de Montevideo
L' Ateneo de Montevideo est une institution culturelle uruguayenne.

## Description
Située  sur la Plaza Cagancha, en plein centre de Montevideo, il a été fondé le 3 juillet 1868 à la suite de la fusion de la Sociedad Universitaria (fondée à son tour le 5 septembre 1868) et de l'Ateneo de l'Uruguay. Comme indiqué dans ses statuts, ses buts sont : « servir, dans une atmosphère de liberté d'esprit absolue, le développement de la culture; favoriser sa diffusion, à travers la libre discussion de tous les principes et tendances; et contribuer à la défense de ses postulats, mettre tous les moyens légitimes à portée de main au service des causes de la vérité et de la justice. »
Parmi ses membres fondateurs figurent de nombreuses personnalités issues de la culture et de la politique uruguayenne du XIXe siècle : Alejandro Magariños Cervantes, Aureliano Rodríguez Larreta, Carlos María de Pena, Carlos María Ramírez, Daniel Muñoz, Duvimioso Terra, José Pedro Ramírez, Eduardo Acevedo Díaz, Gonzalo Ramírez, Joaquín Requena, José Pedro Varela, Juan Carlos Blanco Fernández, Julio Herrera y Obes, Luis Melián Lafinur, Pablo de María, Pedro Bustamante, Pedro Giralt, Plácido Ellauri, Tristán Narvaja, etc.
Tout au long de son histoire, l'Ateneo de Montevideo  a contribué au développement de la culture dans la capitale,. Par exemple, Joaquín Torres García avait son atelier ici. Ses installations ont servi pour permettre des manifestations de très diverses origine, qu'elles soient politiques, philosophique ou religieuses.